# Hwasong-12
El Hwasong-12 (Chosŏn'gŭl: 화성 12; Hanja: 火星 12, Marte 12), (KN-17 bajo la convención de Estados Unidos), en las comunidades de inteligencia fuera de Corea del Norte, es un misil balístico móvil de rango intermedio desarrollado por Corea del Norte. El Hwasong-12 fue revelado por primera vez a la comunidad internacional en un desfile militar el 14 de abril de 2017 celebrando el Día del Sol, que es el aniversario del nacimiento del presidente fundador de Corea del Norte, Kim Il-sung.

## Diseño

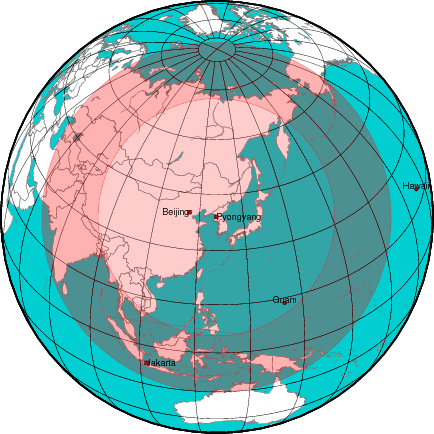
Alcance operacional máximo estimado del Hwasong-12 (KN-17): 3700 km (círculo interior), 6000 km (círculo exterior)

Trayectoria del Hwasong-12

El alcance operacional máximo estimado del misil Hwasong-12 (KN-17): 3700 km (círculo interior), 6000 km (círculo exterior)
Según fotos del lanzamiento el 14 de mayo de 2017, el Hwasong-12 parece ser un diseño de una sola etapa, usando un solo motor principal junto con cuatro motores vernier. La composición parece similar a la prueba de motor de "alto empuje" realizada en marzo de 2017. Podría también basarse en el motor utilizado en el antiguo Hwasong-10 con la adición de dos verniers más.
Estimaciones iniciales sugieren que el Hwasong-12 tendría un alcance máximo de entre 3.700 kilómetros (2.300 millas) y 6.000 km (los misiles balísticos intercontinentales alcanzan al menos 5500 km). En el desfile militar de abril de 2017, el Hwasong-12 fue exhibido en el lanzador móvil Hwasong-10, y puede estar destinado a reemplazar al Hwasong-10 que es similar y que se ha visto poco confiable durante su programa de pruebas.
En 2017, durante unos ejercicios militares con fuego real, un misil balístico Hwasong-12 lanzado desde el centro del país, tuvo problemas y terminó cayendo sobre una parte industrial a la periferia de la ciudad de Tokchon, causando cuantiosos daños estructurales, pero desconociéndose el balance de posibles víctimas o heridos que tal incidente pudo causar.